# Décès en juillet 1996
Décès
- 1992
- 1993
- 1994
- 1995
- 1996
- 1997
- 1998
- 1999
- 2000

Pour une information complémentaire, voir la page d'aide.

| Date        | Nom                                                        | Activités                                                                                 | Âge | Source |
| ----------- | ---------------------------------------------------------- | ----------------------------------------------------------------------------------------- | --- | ------ |
| 1er juillet | William Thomas Cahill (en)                                 | politicien américain, gouverneur du New Jersey de 1970 à 1974                             | 84  |        |
| 1er juillet | Harold Greenberg                                           | producteur canadien                                                                       | 66  |        |
| 1er juillet | Ota Janeček                                                | peintre, sculpteur et graphiste tchécoslovaque puis tchèque                               | 76  |        |
| 2 juillet   | Margaux Hemingway                                          | actrice et mannequin américaine                                                           | 42  |        |
| 2 juillet   | Steve Tesich                                               | scénariste et dramaturge américain Oscar en 1979                                          | 54  |        |
| 2 juillet   | Ingvar Pettersson                                          | athlète suédois                                                                           | 70  |        |
| 2 juillet   | Mike Parobeck (en)                                         | dessinateur de BD américain                                                               | 66  |        |
| 2 juillet   | Phyllis Marshall                                           | chanteuse canadienne                                                                      | ?   |        |
| 3 juillet   | Bernard Zehrfuss                                           | architecte français                                                                       | 84  |        |
| 4 juillet   | Didier Roussin                                             | spécialiste français de la musette                                                        | ?   |        |
| 4 juillet   | Kiyoshi Atsumi                                             | acteur japonais                                                                           | 68  |        |
| 4 juillet   | Mouaffaq Al-Allaf                                          | politicien arabe                                                                          | ?   |        |
| 5 juillet   | Clyde Wiegand                                              | physicien américain                                                                       | 81  |        |
| 5 juillet   | Gabrielle Pierre-Bloch                                     | résistante française                                                                      | ?   |        |
| 5 juillet   | Claudio Kano (en)                                          | pongiste brésilien                                                                        | ?   |        |
| 5 juillet   | Robert Ellis Dunn                                          | chorégraphe américain                                                                     | 67  |        |
| 5 juillet   | Fred Davis                                                 | Homme de télévision canadien                                                              | 74  |        |
| 5 juillet   | prince Luitpold Ferdinand Michael Albrecht, duc de Bavière | Dirigeant de la famille de Wittelsbach et héritier du trône de Bavière                    | 91  |        |
| 6 juillet   | Bruno Lafleur                                              | journaliste québécois                                                                     | ?   |        |
| 6 juillet   | John Campbell Bruce                                        | journaliste et auteur américain                                                           | 90  |        |
| 6 juillet   | Kathy Ahern                                                | golfeuse américaine                                                                       | 47  |        |
| 7 juillet   | Alexander G. Shulman                                       | chirurgien canadien                                                                       | 81  |        |
| 7 juillet   | Peter Anthony Larkin                                       | scientifique canadien                                                                     | ?   |        |
| 8 juillet   | Didi Dupiras                                               | accordéoniste français                                                                    | ?   |        |
| 8 juillet   | Birdie Amsterdam (en)                                      | juge américaine                                                                           | ?   |        |
| 9 juillet   | Melvin Belli                                               | avocat et acteur américain                                                                | 88  |        |
| 9 juillet   | Douglas George Chapman                                     | démographe américain                                                                      | ?   |        |
| 9 juillet   | Luis Rodriguez                                             | boxeur cubain                                                                             | 59  |        |
| 9 juillet   | Yves Rouvre                                                | peintre français                                                                          | 85  |        |
| 9 juillet   | Philippe Pothier                                           | juge québécois                                                                            | 89  |        |
| 10 juillet  | Paul King                                                  | scénariste américain                                                                      | 69  |        |
| 10 juillet  | Jacques Sourdille                                          | politician et sénateur français                                                           | 84  |        |
| 10 juillet  | Edilio Rusconi                                             | éditeur italien                                                                           | ?   |        |
| 10 juillet  | Ferdinand Gehr (en)                                        | peintre suisse                                                                            | ?   |        |
| 11 juillet  | Ammar Ali Talmat                                           | homme de presse algérien                                                                  | ?   |        |
| 12 juillet  | Kazuko Yazukawa                                            | pianiste japonais                                                                         | ?   |        |
| 12 juillet  | Collin Wilcox                                              | écrivain américain                                                                        | 71  |        |
| 12 juillet  | Jonathan Melvoin (en)                                      | claviériste américain du groupe de rock alternatif Smashing Pumpkins                      | 34  |        |
| 12 juillet  | Gottfried von Einem                                        | compositeur allemand                                                                      | 78  |        |
| 12 juillet  | John W. Chancellor (en)                                    | journaliste de télévision américain                                                       | 68  |        |
| 13 juillet  | Carl M. Shoffler                                           | un des trois policiers américain qui arrêtèrent les voleurs du complexe Watergate en 1972 | 51  |        |
| 13 juillet  | Joyce Gates                                                | actrice et mannequin américaine                                                           | 71  |        |
| 13 juillet  | Pancho Berman                                              | producteur américain                                                                      | 91  |        |
| 14 juillet  | Thomas Sandefur Jr.                                        | magnat du tabac américain                                                                 | 56  |        |
| 14 juillet  | Jean-Rodolphe de Salis                                     | écrivain et historien suisse                                                              | ?   |        |
| 14 juillet  | Bernard Picard                                             | réalisateur québécois                                                                     | ?   |        |
| 14 juillet  | Matti Pellonpaa                                            | acteur finlandais                                                                         | 44  |        |
| 14 juillet  | Jeff Krosnoff                                              | coureur automobile américain                                                              | 31  |        |
| 14 juillet  | Kimichima Ijiro                                            | designer japonais                                                                         | ?   |        |
| 14 juillet  | Jean-Claude Chauray                                        | peintre français                                                                          | 62  |        |
| 14 juillet  | Gesualdo Bufalino                                          | écrivain italien                                                                          | ?   |        |
| 14 juillet  | Kenneth Bainbridge                                         | physicien américain                                                                       | 91  |        |
| 15 juillet  | Dana Hill                                                  | actrice américaine                                                                        | 32  |        |
| 15 juillet  | Myron Goldsmith (en)                                       | architecte américain                                                                      | ?   |        |
| 16 juillet  | John Panozzo (en)                                          | batteur et cofondateur du groupe américain Styx                                           | 47  |        |
| 16 juillet  | Sir Geoffrey Allan Jellicoe                                | architecte paysagiste britannique                                                         | 95  |        |
| 17 juillet  | Paul Touvier                                               | premier français condamné pour crimes contre l’humanité                                   | 81  |        |
| 17 juillet  | Adolf von Thadden                                          | politicien allemand                                                                       | 75  |        |
| 17 juillet  | Rémy Lejeune                                               | dessinateur, graveur et peintre français                                                  | 63  |        |
| 17 juillet  | Chas Chandler                                              | bassiste britannique du groupe The Animals                                                | 57  |        |
| 18 juillet  | Jean-Pierre Meyer-Genton                                   | militant français pour la cause homosexuelle                                              | ?   |        |
| 18 juillet  | Françoise Goléa                                            | actrice française                                                                         | ?   |        |
| 18 juillet  | José Manuel Fuente Lavandera                               | coureur cycliste espagnol                                                                 | 50  |        |
| 18 juillet  | Marcel Dadi                                                | guitariste français                                                                       | ?   |        |
| 19 juillet  | Moshe Waldman                                              | poète yiddish français                                                                    | ?   |        |
| 19 juillet  | Gérard Tougas                                              | professeur et essayiste québécois                                                         | ?   |        |
| 19 juillet  | Denise Péron                                               | actrice française                                                                         | 71  |        |
| 19 juillet  | Lawrence M. Jenco (en)                                     | prêtre catholique et ancien otage américain au Liban                                      | 61  |        |
| 19 juillet  | Mervyn Cowie                                               | Directeur des parcs nationaux du Kenya                                                    | 87  |        |
| 20 juillet  | Randy Stuart                                               | actrice américaine                                                                        | 72  |        |
| 20 juillet  | František Plánička                                         | footballeur tchèque                                                                       | 92  |        |
| 20 juillet  | Arthur William Bryant MacDonald                            | maréchal britannique des forces de l’armée de l’air, ancien député conservateur           | 93  |        |
| 20 juillet  | Irving Krick                                               | météorologue américain                                                                    | 79  |        |
| 21 juillet  | Wolfe Morris                                               | acteur britannique                                                                        | 71  | (en)   |
| 21 juillet  | Gerald McArthur                                            | détective britannique                                                                     | 71  |        |
| 21 juillet  | Carl Goldenberg (en)                                       | sénateur canadien                                                                         | 88  |        |
| 21 juillet  | Herb Edelman                                               | acteur américain                                                                          | 62  |        |
| 21 juillet  | Claudia Cassidy (en)                                       | critique d’art américaine                                                                 | 96  |        |
| 21 juillet  | Luana Anders                                               | actrice américaine                                                                        | 58  |        |
| 22 juillet  | Vermont Connecticut Royster (en)                           | éditorialiste américain du Wall Street Journal, récipiendaire de deux prix Pulitzer       | 78  |        |
| 22 juillet  | Pierre Métral                                              | percussionniste suisse                                                                    | ?   |        |
| 22 juillet  | Alfredo Matas (es)                                         | producteur espagnol                                                                       | 76  |        |
| 22 juillet  | Jean Marzloff                                              | général français                                                                          | ?   |        |
| 23 juillet  | Robert Nathan Wilentz (en)                                 | juge en chef de la Cour Suprême du New Jersey de 1979 à 1996                              | 69  |        |
| 23 juillet  | Alíki Vouyoukláki                                          | actrice grecque                                                                           | 64  |        |
| 23 juillet  | Jean Muir                                                  | actrice américaine                                                                        | 85  |        |
| 23 juillet  | Hamilton Fish Jr. (en)                                     | politicien américain                                                                      | 70  |        |
| 23 juillet  | Rob Collins (en)                                           | claviériste britannique du groupe The Charlatans                                          | 33  |        |
| 24 juillet  | Howard Vernon                                              | acteur suisse                                                                             | 82  |        |
| 25 juillet  | Mikhail L. Taryverdiev                                     | compositeur russe                                                                         | ?   |        |
| 25 juillet  | Maurice Gardett                                            | acteur français                                                                           | ?   |        |
| 25 juillet  | C. L. B. Rogers                                            | homme politique et ministre bélizien                                                      | 68  | (en)   |
| 27 juillet  | Djamel Zitouni                                             | terroriste algérien                                                                       | ?   |        |
| 27 juillet  | Al Rollins                                                 | joueur canadien de hockey sur glace ; récipiendaire du Trophée Vézina                     | 69  |        |
| 27 juillet  | Roger Tory Peterson                                        | naturaliste et photographe américain                                                      | 87  |        |
| 27 juillet  | Ivan Lalic (en)                                            | poète yougoslave                                                                          | ?   |        |
| 27 juillet  | Chris Komar                                                | danseur et pédagogue américain                                                            | 47  |        |
| 27 juillet  | Jane Drew Fry                                              | architecte britannique                                                                    | ?   |        |
| 28 juillet  | Michel Philippot                                           | compositeur français                                                                      | 72  |        |
| 28 juillet  | Paul Méranger                                              | compositeur français                                                                      | 60  |        |
| 28 juillet  | Marguerite Ganser Dorste                                   | chanteuse américaine, membre des Shangris-Las                                             | 48  |        |
| 29 juillet  | Marcel-Paul Schützenberger                                 | scientifique français                                                                     | 75  |        |
| 30 juillet  | Magda Schneider                                            | actrice allemande                                                                         | 88  |        |
| 30 juillet  | Claudette Colbert                                          | actrice américaine, Oscar en 1934                                                         | 92  |        |
| 30 juillet  | Arthur James Edward Child (en)                             | dirigeant d’entreprises canadien                                                          | 86  |        |
| 31 juillet  | Ricardo Molinari (en)                                      | poète argentin                                                                            | ?   |        |